# Hood River (Nunavut)
Der Hood River ist ein etwa 267 km langer Zufluss des Kiluhiqtuq (vormals Bathurst Inlet) im kanadischen Territorium Nunavut.

## Verlauf
Der Hood River hat seinen Ursprung in der kanadischen Tundra im Tahikafaaluk Lake, nahe der Grenze zu den Nordwest-Territorien und wenige Kilometer östlich des Napaktulik Lake. Von dort fließt er in östlicher, später in nördlicher Richtung, zum Arktischen Ozean. Er mündet schließlich 80 km nordnordwestlich der verlassenen Siedlung Bathurst Inlet in den Arctic Sound, einer kleinen Bucht westlich des Kiluhiqtuq (vormals Bathurst Inlet). Der Flusslauf liegt jenseits des Polarkreises und nördlich der Baumgrenze.
Wandersaiblinge sind im Fluss sehr verbreitet und erreichen Längen von bis zu einem Meter. Die oberen Seen am Flusslauf des Hood River können bis in den Juli hinein noch gefroren sein. Die Flussufer sind Lebensraum von Grizzlybär, Wolf, Vielfraß und Moschusochse.
In den kurzen arktischen Sommern kann der Hood River von Kanuten befahren werden. Die Barrenground-Karibu wandern in dieser Zeit durch diese Region. 
Moschusochsen und Wölfe sind hier häufig anzutreffen. 
Es gibt zahlreiche Stromschnellen, Wasserfälle und Gletscher entlang dem Hood River.
Die Wilberforce Gorge ist eine steile und tiefe Schlucht, die über eine Strecke von 3 km verläuft und Tiefen von bis zu 76 m erreicht. Die Wilberforce Falls (⊙), oberhalb der Schlucht, sind die höchsten Wasserfälle nördlich des Polarkreises. Die Gesamthöhe von 49 m teilt sich in zwei etwa gleich hohe aufeinander folgende Stufen auf.
Wichtige (benamte) Nebenflüsse des Hood River sind Wright River und Booth River von rechts, sowie James River von links.

## Hydrologie
An einem Abflusspegel 10 km oberhalb der Mündung wurde zwischen 1994 und 2002 ein mittlerer Abfluss (MQ) von 80,4 m³/s gemessen. Im Juni führt der Fluss in der Regel die größten Wassermengen
mit einem mittleren monatlichen Abfluss von 416 m³/s.

## Entdeckungsgeschichte und Namensgebung
Während der ersten Überland-Expedition von Sir John Franklin, der sogenannten Coppermine Expedition der Jahre 1819–1822, die das Ziel hatte, die Nordwest-Passage zu entdecken, traf er auf diesen Fluss, nachdem er zuerst den Coppermine River flussabwärts reiste und sich anschließend entlang der arktischen Küste nach Osten bis zum Turnagain Point wandte. Der Fluss verdankt seinen Namen dem Seekadetten Robert Hood, der möglicherweise auf dem Rückweg dieser Expedition nach Fort Enterprise ermordet wurde.